# Steven Goh
Steven Goh (* 13. Juni 1988) ist ein australischer Tennisspieler.

## Karriere
Auf der Tour der Junioren spielte Goh bis Anfang 2006 und erreichte mit Rang 56 dort seine beste Platzierung in der Junior-Rangliste.
Seinen einzigen Profititel gewann Goh 2005 auf der drittklassigen ITF Future Tour im Doppel. Von 2007 bis 2010 konnte er sich in den Top 1000 der Tennisweltrangliste halten. Seinen Bestwert erreichte er im Einzel und Doppel jeweils im August 2009 – im Einzel mit Platz 794 und im Doppel mit Rang 711. Bei keinem Turnier im Einzel schaffte er es je über das Viertelfinale hinaus.
Neben einer Handvoll Turniere der ATP Challenger Tour spielte Goh auch ein Match auf der ATP Tour, 2009 in Sydney. Dort, mit einer Wildcard ausgestattet, spielte er mit Brydan Klein und verlor in der ersten Runde gegen die Paarung aus Simon Aspelin und Pavel Vízner. Ende 2010 beendete er seine Karriere. Danach spielte er nur noch vereinzelt Turniere.